# Edward Rose
Edward Rose zwany także po francusku Nez Coupé lub po angielsku Five Scalps (ur. około 1775 – zm. w grudniu 1832) był amerykańskim tłumaczem i przewodnikiem na północnych obszarach Gór Skalistych.
Nie znamy szczegółów życiorysu Edwarda Rose'a przed rokiem 1807. Jego ojcem był biały kupiec handlujący z Czirokezami, a matką Indianka z domieszką krwi murzyńskiej. Według niektórych źródeł w młodości miał uprawiać, u boku Jeana Lafitte'a, piractwo na Missisipi na odcinku pomiędzy dzisiejszym stanem Illinois a Nowym Orleanem.
W roku 1807 został zatrudniony jako tłumacz Manuela Lisy, który na czele ekspedycji handlarzy futer badał okolice rzeki Bighorn w dzisiejszym stanie Montana. Po zakończeniu prac ekspedycji został w Montanie, osiadł wśród Indian z plemienia Wron i został ich wodzem. Indianie nazywali go początkowo Nez Coupé ("Beznosy"), bowiem w jakiejś bijatyce obcięto mu czubek nosa. W okresie późniejszym doczekał się zaszczytnego imienia Five Scalps, bowiem samotnie pokonał i zabił pięciu wojowników Czarnych Stóp. Gdy w roku 1809 Manuel Lisa wrócił w te strony z Andrew Henrym, Rose pośredniczył w rokowaniach z Indianami z plemienia Arikara w ich wiosce nad rzeką Knife w dzisiejszej Dakocie Północnej.
W 1811 roku Rose służył jako tłumacz i przewodnik Wilsona Price'a Hunta, który na czele ekspedycji wysłanej przez Johna Astora poszukiwała drogi do Oregonu. Na ziemiach plemienia Wron został usunięty z ekspedycji, bowiem podejrzewano, że prowadzi białych w zasadzkę. Podczas wojny roku 1812 pomagał Manuelowi Lisie nie dopuścić, by plemiona indiańskie zamieszkujące tereny nad północnym biegiem rzeki Missouri stanęły po stronie Brytyjczyków.
W 1823 był tłumaczem wyprawy Williama Henry'ego Ashleya, pośrednicząc w rozmowach na temat handlu futrami z Indianami Arikara. Gdy doszło do starć między białymi i Indianami służył jako negocjator u boku pułkownika Henry'ego Leavenwortha, stojącego na czele ekspedycji karnej. Następnie przyłączył się do Jeda Smitha, z którym przeszedł Badlands, Black Hills i północne pasma Gór Skalistych.
W 1825 przyłączył się do wyprawy generała Henry'ego Atkinsona, badającego bieg rzeki Yellowstone i służył jako pośrednik w rozmowach z Wronami. Zginął razem z Hugh Glassem podczas polowania w końcu roku 1832, gdy zostali znienacka zaatakowani przez Arikarów u zbiegu rzek Bighorn i Yellowstone.